# Danmark under den kolde krig (udenrigspolitik)
 Ikke at forveksle med Danmark under den kolde krig (rapport).
Danmarks udenrigspolitik under den kolde krig markerede et brud på den neutralitetspolitik, som havde været ført siden nederlaget i 2. slesvigske krig i 1864. Danmark deltog i den stiftende generalforsamling for FN i efteråret 1945, hvilket formelt betød afgivelse af suverænitet til FN's sikkerhedsråd, som bl.a. kan påbyde sanktioner af økonomisk eller militær karakter. I praksis betød vetoretten, at Sikkerhedsrådet ofte var handlingslammet og kun sjældent kunne blive enige om at pålægge medlemslandende bindende afgørelser.  I løbet af den kolde krig indgik landet i en forsvarsalliance, NATO, i 1949 og i det økonomiske samarbejde i EF i 1973, som senere udviklede sig til EU.

## Sikkerhedspolitikken

### Planer om et nordisk forsvarssamarbejde
Den truende militære spænding mellem USA og Sovjetunionen lagde pres på Danmark med hensyn til at indgå i en militær alliance. I foråret 1948 blev den storpolitiske konflikt meget nærværende. Op til påsken i 1948 opstod den såkaldte påskekrise, som følge af rygter om et forestående sovjetisk angreb på Danmark. Statsminister Hans Hedtoft mente, at Danmark skulle vælge Norden i stedet for øst eller vest, men i løbet af foråret 1948 blev fronterne trukket kraftigt op. Storbritannien, Frankrig, Belgien og Holland underskrev Bruxelles-traktaten om et militært samarbejde. Pragkuppet i Tjekkoslovakiet blev ledsaget af forlydender om, at tilsvarende var planlagt i Danmark og Norge. USA's præsident stillede krav til de europæiske lande om, at de skulle yde modstand, hvis de ville have hjælp under en invasion. De to andre skandinaviske lande var også under indflydelse af den storpolitiske situation, og den svenske regering besluttede i april 1948 at indlede forhandlinger, om et nordisk forsvarssamarbejde. Det var dog en forudsætning for Sverige, at Norden skulle holde sig neutral i øst-vest-konflikten. Spændingen mellem øst og vest spidsede til i 1948, og vigtigheden af et forsvar voksede. De mange forskellige hjemmeværn, som blev etableret efter krigen, blev en del af det almindelige danske beredskab. I september 1948 mødtes de nordiske udenrigsministre i Stockholm, og her blev de enige om en udredning af forudsætningerne og mulighederne for en forpligtende aftale om regionalt forsvar. Denne aftale skulle bringes ind under FN-pagtens bestemmelser. Der satsedes helt på et nordisk samarbejde, og da både Norge og Danmark i begyndelsen af 1949 fik henvendelser fra USA om indlemmelse i det nordatlantiske forsvarssamarbejde, blev processen fremskyndet. De tre landes udenrigsministre afholdt i januar 1949 tre møder, i Karlstad, København og Oslo. Det skabte store problemer, at Sverige ønskede et neutralt, fritstående samarbejde, mens Norge ville have mulighed for en tilknytning til de vestlige stormagter. Da USA i februar 1949 gjorde det klart, at Vestmagterne ikke ville give militær hjælp til et selvstændigt nordisk samarbejde, måtte den danske statsminister erkende, at det ikke kunne realiseres. I stedet tog Danmark i 1951 initiativ til dannelsen af Nordisk Råd, hvis statutter blev tiltrådt af parlamenterne i Island, Norge, Sverige og Danmark i 1952 og Finland i 1956. Blandt de vigtigste samarbejdsprojekter i starten var det fælles nordiske arbejdsmarked og Den nordiske pasunion (1955).

### Medlemskab af NATO
Norge søgte straks efter sammenbruddet i de nordiske forsvarsforhandlinger optagelse i NATO, og da en dansk henvendelse om et dansk-svensk forsvarssamarbejde blev afslået af Sverige, søgte også Danmark medlemskab i den nordatlantiske alliance. Det lykkedes Hans Hedtoft at vende stemningen i sit parti, da han satte sin personlige autoritet bag ansøgningen. Den 4. april 1949 tog den danske udenrigsminister Gustav Rasmussen til Washington for at underskrive NATO-traktaten. Hermed forlod Danmark endegyldigt den neutralitetspolitik, som landet havde ført siden 1864.
I 1953 modtog Danmark en amerikansk anmodning om at stille baser til rådighed for amerikanske fly. Den danske regering besluttede imidlertid at afvise fremmede styrker og placering af atomvåben på dansk grund i fredstid. De danske forbehold bidrog til en opfattelse af, at landet var forbeholdent overfor NATO-samarbejdet, med det var formentlig også et udtryk for Socialdemokratiets ønske om at få de radikales accept af NATO uden at tilslutte sig alliancen fuldt ud. Imidlertid tillod Danmark i erkendelse af, at man ikke selv kunne løfte opgaven at forsvare Grønland, at USA havde militære anlæg her, bl.a. Thulebasen. 
Sideløbende med de sikkerhedspolitiske overvejelser søgte Danmark at spille en rolle i FNs hjælpearbejde, bl.a. ved at indsætte Jutlandia i Koreakrigen og modtage over 1.000 ungarske flygtninge efter den sovjetiske invasion i 1956.. Året efter aktualiserede Sputnikchokket igen spørgsmålet om atomvåben på dansk grund. Statsminister H.C. Hansen udtalte i Folketinget, at sådanne ikke “under de nuværende omstændigheder” ville blive placeret på dansk grund; imidlertid blev det i 1996 offentlig kendt, at han i et brev til den amerikanske ambassadør i København, skrev, at muligheden for opstilling af atomvåben i Grønland “ikke giver anledning til nogen kommentarer fra min side”. Dette gav reelt amerikanerne bemyndigelse til at gøre, som de ønskede, hvis Danmark ikke blev direkte underrettet herom. Den amerikansk udenrigsminister opfattede situationen som “grønt lys” for USA, da han takkede H.C. Hansen for “det hjælpsomme arrangement" i december 1957 i Paris.

### Forholdet til NATO og USA efter Cubakrisen
I relation til den kolde krig spillede Danmark formentlig en rolle i det storpolitiske spil under Cubakrisen i 1962. Det var ifølge senere fremkomne oplysninger Langelandsfortet, Hammerodde Fyr og Fyrskib Gedser Rev, der i første omgang opdagede de russiske handelsskibe, lastet med SS-4 Sandal missiler på vej til Cuba.  Efter Cubakrisen førte især Jens Otto Krags regeringer en mere aktivistisk udenrigspolitik end tidligere set; denne politik er senere blevet betegnet som “europæisk atlantisme”. Kernen i strategien var at indgå aktivt i forhandlingsspillet, både gennem besøg i Washington og ved at invitere Sovjetunionens leder Khrusjtjov på officielt besøg i Danmark i juni 1964.. Politikken, der byggede på en fælles udenrigspolitisk forståelse mellem de fire “gamle” partier, blev sat under pres, da et amerikansk atombevæbnet bombefly i 1968 styrtede ned nær Thulebasen. Jens Otto Krag udsendte en pressemeddelelse, hvor han ikke ville udelukke en nødlanding, men samtidig understregede, at “der ikke kan ske overflyvning af Grønland (…) med atombomber”, selv om han havde kendskab til H.C. Hansens brev fra 1957 og den amerikanske tolkning heraf. 

### Udenrigspolitiske aktivister
Kampagnen mod Atomvåben stillede i begyndelsen af 1960’erne spørgsmålstegn ved NATOs atomstrategi, ligesom Vietnam-bevægelsen, der især rekrutterede unge med sympatier for venstrefløjen, gennem en række aktioner i perioden 1965-1973, satte fokus på de humanitære konsekvenser af Vietnamkrigen. De etablerede politikere fandt, at de unges aktioner var “revolutionsromantik” uden forankring i den samfundsmæssige virkelighed. . PET overvågede flere af disse bevægelser ud fra en formodning om, at de planlagde voldelige konfrontationer i forbindelse med demonstrationer mod bl.a. den amerikanske ambassade  Det kom også til nogle konfrontationer, voldsomst under Verdensbankens konference i København i 1970, hvor bl.a. bankens direktør, Robert McNamara, der som tidligere amerikansk udenrigsminister i venstreorienterede kredse blev anset for at være en af de hovedansvarlige for Vietnamkrigen, var til stede. Derfor koordinerede demonstranterne deres aktioner.

### Oliekriserne
I 1973 udbrød der krig mellem Israel og dets arabiske naboer. De olieproducerende landes organisation, OPEC, indførte restriktioner på produktionen af råolie, som i særlig grad ramte “fjendtligt sindede” lande. Blandt disse var Holland, og da Anker Jørgensen på et møde i Middelfart i november udtrykte sin støtte til Holland og tilføjede, at Israels naboer “i virkeligheden ønsker Israel flyttet ud i Middelhavet”, blev Danmark truet med total olieembargo. Blandt andet som følge af forhandlinger i EF-regi, hvor Danmark havde formandskabet, blev embargoen ikke total, men alligevel gjorde den følgende forsyningsusikkerhed og inflation verdensmarkedet ustabilt, og der fulgte en økonomisk nedgangstid. I midten af 1970’erne blev olieforsyningerne stabiliserede, men i halvåret 1978-79 opstod den anden oliekrise som følge af politiske uroligheder i Iran. Situationen medførte et nyt fald i olieproduktionen. Dette skete samtidigt med, at Europa oplevede en streng vinter. Konsekvensen blev, at dollarprisen på en tønde råolie fra oktober 1978 til juni 1979 steg fra 12,70 til 36. Dette bidrog til yderligere betalingsbalanceunderskud og øget arbejdsløshed i den vestlige verden.

### 1980’erne
Udenrigspolitikken var i 1980’erne præget af fodnotepolitikken, der betegnede et brud med NATOs dobbeltbeslutning fra 1979 og gav Danmark et tvivlsomt ry i de øvrige NATO-lande. I USA opfandt man udtrykket “Denmarkization” om en udenrigspolitik, der undsiger brugen af atomvåben.  Baggrunden for fodnoterne var, at De Radikale støttede Socialdemokratiet og venstrefløjen i modstanden mod opstilling af mellemdistanceraketter men samtidig stemte for Schlüter-regeringernes økonomiske politik.  Efter valget i maj 1988 dannedes en trekløverregering med deltagelse af V, K og R, hvorved det alternative flertal bag fodnotepolitikken gik i opløsning.  I rapporten Danmark under den kolde krig vurderer en ekspertgruppe fra DIIS, at Danmark – trods fodnoterne – fra dannelsen af NATO var et loyalt og engageret medlem af den vestlige forsvarsalliance.
I opposition til DIIS står bl.a. Bent Jensen, der anser fodnotepolitikken for at have været til stor skade for Danmarks omdømme i NATO og at have udgjort en risiko for landets sikkerhed under den kolde krig. Fodnotepolitikken og dens konsekvenser kan ses som et symbol på "..en værdikamp med VK, Dansk Folkeparti og Bent Jensens Center for Koldkrigsstudier på den ene side, og venstrefløjen, Dansk Institut for Internationale Studier og Jørgen Dragsdahl på den anden."

### Opløsning af blokkene
I slutningen af 1980'erne blev Sovjetunionen økonomisk svækket, og da den nye præsident, Mikhail Gorbatjov, indledte sin reformpolitik, afstod han fra at bruge militær magt, og folk fra DDR begyndte at udvandre via Ungarns meget lempeligt bevogtede grænse. I Polen havde arbejderbevægelsen Solidaritet dannet regering, og den 9. november 1989 blev der åbnet for trafik gennem Berlinmuren. Begivenheden fik stor symbolsk betydning, og i løbet af de følgende år faldt Sovjetunionen sammen og blev erstattet af den Russiske Føderation. I mellemtiden havde både de baltiske lande og de centraleuropæiske stater (“Østeuropa”) ansøgt om optagelse i både NATO og EU.

## EF-medlemskabet
Udenrigspolitikken i perioden 1957-1972 var især fokuseret på dansk deltagelse i internationale markedsordninger. Et stort flertal i Folketinget besluttede i januar 1960 at tilslutte sig medlemskab af EFTA.. I slutningen af årtiet forhandlede de toneangivende partier både om Nordek og om dansk deltagelse i EF samarbejdet. Nordek-forhandlingerne blev opgivet, da Finland meddelte, at landet ikke kunne indgå i samarbejdet. Herefter koncentreredes indsatsen om medlemskab af EF, som i henhold til Grundlovens §20) blev afgjort ved en folkeafstemning 2. oktober 1972. Udfaldet af afstemningen blev et flertal for deltagelsen, hvorefter Danmark blev optaget som medlem af EF 1. januar 1973. Med deltagelsen i EF’s markedsordninger foregik samhandelen med udlandet nu inden for rammerne af den ydre toldmur og de fælles regler om fri bevægelighed for kapital og arbejdskraft. I 1986 vedtog danskerne ved endnu en folkeafstemning en stærkere økonomisk integration i EF, betegnet som Den europæiske fællesakt, selv om både S og R anbefalede et “nej”.

## Bistandspolitikken
Indtil 1960’erne havde Danmark primært ydet ulandsbistand gennem FN, men bl.a. for at markere sig mere aktivt vedtog et flertal i Folketinget i 1962 en lov, som også omfattede bilateral teknisk bistand og banede vejen for Danidas oprettelse i 1971.  Bistanden blev herefter udvidet, således at den i 1978 nåede FN’s mål på 0,7% af BNI. I løbet af 1970’erne blev bistanden målrettet udviklingsprojekter i de fattigste lande, mens den i løbet af 1980’erne blev kombineret med krav til modtagerlandene om indførelse af demokratiske rettigheder. 